# Яцини (Мядельський район)
Яцини (біл. вёска Яцини) — село в складі Мядельського району Мінської області, Білорусь. Село підпорядковане Свірській сільській раді, розташоване в північній частині області.